# Потез XV
Потез XV  је једномоторни, двоседи, двокрили француски авион намењен извиђању. Конструисан је крајем 1920. године, први пут полетео октобра 1921.

## Пројектовање и развој
Авион Потез XV су самоиницијативно пројектовали Анри Потез и Louis Coroller почетком 1920. године. Прототип је полетео у октобру 1921. и приказан је на Париском салону аеронаутике те године. Након успешног испитивања, авион је прихватило Француско ратно ваздухопловство као извиђачку летелицу. Први авиони су произведени и испоручени крајем 1923. године.

## Технички опис
Дрвена конструкција двокрилац са фиксном стајним трапом. Труп је прекривен, са алуминијумским лимом предњи део авиона мотор и око мотора, дрвеном лепенком је покривен део трупа на ком се налазе кабине, а импрегнираним платном је прекривен део трупа иза кабина и реп авиона. Посада седи у два отворена кокпита у тандем распореду пилот напред а стрелац позади. Крила су дрвене конструкције прекривена платном. Правоугаоног су облика и истих димензија и горње и доње крило. Конвенционални фиксни стајни трап је са заједничком правом осовином а испод репа авиона се налази дрвена дрљача. Мотор се налази у кљуну авиона а хладњаци се налазе испод трупа, између ногу стајног трапа. Елиса је вучна двокрака дрвена фиксног корака. Резервоари за гориво се налазе у трупу. Пилот је користио један фиксни митраљез 7,7 mm (0,30 in) Вицкерс са синхронизатором, извиђач/стрелац је користио двоструки митраљез Левис 7,7 mm (0,30 in) који је био постављен на рундели.

### Варијанте авиона Потез XV
Авион Потез XV је прављен у неколико варијанти:
- Потез XV A2 - извиђачки авион
- Потез XV B2 - бомбардер и извиђач
- Потез XV HO2 - прототип хидроавиона
- Потез XVII - извозна варијанта авиона Потез 15 за Бугарску

## Земље које су користиле Авион Потез XV
- Бугарска
- Данска
- Француска
- Пољска
- Румунија
- Краљевина Југославија
- Шпанија

## Оперативно коришћење
Први корисник авиона Потез XV је било француско Ратно Ваздухопловство, од краја 1923. Најмасовнији корисник је постало пољско ратно ваздухопловство са 110 купљених авиона од Француске и 135 произведених у Пољској.
У оквиру пољског ваздухопловства, они су коришћени од краја 1924. њихово повлачење из борбених јединице почело је 1927. године, а затим су се користили за обуку пилота до средине 1930-их.
120 авиона су продата Румунији, 12 Шпанији, а осам Данској. Шест Потеза XVII су продата Бугарској, a 25 примерака Потеза XV А2 су коришћени у Југославији.

### Коришћење авиона Потез XV у Краљевини Југославији
Приликом посете Француској генерал М. Узелац је наручио од фабрике Потез један авион Потез XV. Први авион овог типа ВКСХС је примила 1923. као узорак за испитивање и добио је ознаку Nō 10. Покретао га је мотор Lorraine-Dietrich 12D снаге 370 KS. Његово успешно тестирање довело је следеће године до набавке 24 авиона, овог типа са моторима Lorraine-Dietrich 12Db снаге 400 KS, добијених од Француске "на складиштење" (бар у почетку су били у француском власништву).
Године 1924, у службу Ваздухопловства Краљевине СХС уведено је, 24 авиона Потез XV А2 који су послужили за опремање две нове извиђачке ескадриле формиране у новембру исте године (6. ескадрила у Новом Саду и 7. у Сарајеву). Ови авиони су били нумерисани бројевима Nō 521 – 544. Ти авиони су били главни извиђачки тип авиона до доласка нових Бреге 19. Крајем 1928 године у земунској фабрици Змај су овим авионима уграђене елисе Мервил.
Током двадесетих година у Поморском ваздухопловству нису имали хидроавионе који би могли дуже да лете изнад 3.500 метара што је био један од услова за стицање звања војног пилота. Зато су тадашњи хидропилоти, у циљу стицања овог услова, ишли за Мостар где су летели на авиону Потез XV.
Први Потез XV уништен је у удесу 23. априла 1926. године а посада: пилот поручник Еуген Његован и извиђач потпоручник Лончарић је преживела. Авион је припадао 1. ваздухопловном пуку из Новог Сада. Следећи Потез XV пао је у шуму Колпарицу код Котор Вароши 10. септембра 1927. Том приликом погинули су пилот наредник Дачић и извиђач потпоручник Маринковић.
Последњи траг о употреби Потеза XV налазе се у податку о принудном искакању из тог авиона наредника Славка Премца, 7. октобра 1933. године. Код нас су ови авиони били познати по свом оригиналном називу Потез 15 (често и као Потез XV) или као Потез 15 - 400 KS, Потез XV Лорен 400 KS или Потез Лорен-Дитрих 400 KS.
Последњи примерци повучени су из употребе тридесетих година двадесетог века.